# Mikawa (Yamagata)
Mikawa (jap. 三川町 Mikawa-machi) – miasto w Japonii, na wyspie Honsiu, w prefekturze Yamagata. Według danych na rok 2020 miejscowość zamieszkiwało 7 601 mieszkańców , a gęstość zaludnienia wyniosła 228,8 os./km².